# Чемпіонат Чехословаччини з футболу 1921
Чемпіонат чехословацького футбольного союзу 1921 - четвертий розіграш чемпіонату Чехословаччини. Найсильніші команди країни виступали у середньочеській лізі, переможцем якої втретє поспіль стала празька «Спарта», що показала стовідсотковий результат у 11 перемог. Але команда не вважається офіційним чемпіоном країни, так як не проводились стикові ігри з представниками інших регіонів

## Середньочеська ліга
|    | турнірна таблиця    | І  | В  | Н | П  | МЗ | МП | РМ  | О  |
| -- | ------------------- | -- | -- | - | -- | -- | -- | --- | -- |
| 1  | Спарта (Прага)      | 11 | 11 | 0 | 0  | 48 | 8  | +40 | 22 |
| 2  | Уніон (Жижков)      | 11 | 8  | 2 | 1  | 24 | 8  | +16 | 18 |
| 3  | Славія (Прага)      | 11 | 7  | 2 | 2  | 31 | 16 | +15 | 16 |
| 4  | Вікторія (Жижков)   | 11 | 7  | 0 | 4  | 33 | 15 | +18 | 14 |
| 5  | Вршовіце (Прага)    | 11 | 5  | 2 | 4  | 27 | 26 | +1  | 12 |
| 6  | Спарта (Кладно)     | 11 | 5  | 1 | 5  | 24 | 28 | -4  | 11 |
| 7  | Кладно              | 11 | 5  | 0 | 6  | 26 | 25 | +1  | 10 |
| 8  | Метеор Виногради    | 11 | 2  | 4 | 5  | 16 | 24 | -8  | 8  |
| 9  | Славія (Жижков)     | 11 | 2  | 3 | 6  | 11 | 25 | -14 | 7  |
| 10 | Метеор-VIII (Прага) | 11 | 3  | 0 | 8  | 11 | 30 | -19 | 6  |
| 11 | Бубенеч             | 11 | 2  | 2 | 7  | 10 | 37 | -27 | 6  |
| 12 | Колін               | 11 | 1  | 0 | 10 | 9  | 28 | -17 | 2  |

## Склад чемпіона
Орієнтовний склад «Спарти» у 1921 році:
| Воротар: Франтішек Пейр. Захисники: Антонін Гоєр, Мирослав Поспішил, Франтішек Гоєр. Півзахисники: Карел Пешек, Франтішек Коленатий, Антонін Пернер. Нападники: Вацлав Пілат, Антонін Янда, Йозеф Седлачек, Ярослав Червений, Карел Медуна, Отакар Шквайн, Кокоурек, Йозеф Шроубек, Комарек, Кржиж Тренер: Джон Дік. |